# Skrzadnica
Skrzadnica (1069 m) – szczyt w Grupie Wielkiej Raczy w Beskidzie Żywiecko-Kisuckim. Znajduje się w bocznym, północno-wschodnim grzbiecie Magury, w odległości zaledwie około 400 m (w prostej linii) od jej szczytu i oddzielony jest od niego płytką tylko przełęczą, tak, że może być uważany za drugi wierzchołek masywu Magury. Na Skrzadnicy grzbiet zakręca w południowo-wschodnim kierunku i biegnie do Jaworzyny (1021 m). Z południowo-zachodnich stoków Skrzadnicy spływa potok Plaskórówka, stoki północno-wschodnie opadają do doliny potoku Radeczki (obydwa te potoki są dopływami potoku Rycerskiego). W kierunku północnym opada ze Skrzadnicy tworząc orograficznie prawe zbocza potoku Radeczkiego.
Skrzadnica jest obecnie niemal całkowicie porośnięta lasem, ale dawniej była bardziej bezleśna. Na lotniczych zdjęciach mapy Geoportalu widoczne są na jej grzbiecie duże halizny – pozostałości dawnych hal pasterskich. Dzięki temu jest dobrym punktem widokowym. Dolną częścią dawnej, zarastającej już hali prowadził znakowany szlak turystyki pieszej i rowerowej, omijające jednak wierzchołek Skrzadnicy po północnej stronie. Został jednak zlikwidowany. Co prawda w terenie można jeszcze odszukać niezamalowane znaki, lecz większość jest skasowanych.
Skrzadnica znajduje się w granicach miejscowości Rycerka Górna w województwie śląskim, w powiecie żywieckim, w gminie Rajcza. W regionalizacji fizycznogeograficznej Polski według Jerzego Kondrackiego Grupa Wielkiej Raczy zaliczana jest do Beskidu Żywieckiego, w nowszej polskiej regionalizacji z 2018 roku do Beskidu Żywiecko-Kisuckiego.